# Николай Цветков
Николай Ангелов Цветков е български футболист. Играе предимно като офанзивен полузащитник непосредствено зад нападателя, но може да се изявява еднакво добре на всяка една позиция в халфовата линия. Силният му крак е десният.

## Кариера
Роден е във Видин, но семейството му се мести да живее в Ботевград когато той е още дете. Започва да тренира футбол през 1995 г. когато е осемгодишен, а първият му треньор в школата на Балкан (Ботевград) е Илия Крумов. В Ботевград остава до 2003 г. когато след две контроли с децата на Литекс (Ловеч) Николай отбелязва 3 гола, пропуска и дузпа. Ловешките скаути виждат потенциал в момчето и го канят да продължи развитието си в Академия Литекс. Така през лятото на същата година той постъпва в школата на „оранжевите“, а първият му треньор в академията е Стефан Яръмов. Цветков започва много добре направо при по-големите с две години от него набор 85, като бележи в почти всеки мач.
От бившия му клуб разбират за доброто му представяне при ловчалии и претендират за неизчистени финансови взаимоотношения. За кратко състезателните права на футболиста са спрени докато от Литекс платят за правата на младока. В зависимост от различните възрастови формации треньори още са му били специалисти като Пламен Линков и Николай Димитров-Джайч. Само година по-късно вече тренира с първия състав на „оранжевите“ воден от Люпко Петрович, а при юношите се връща само за мачовете. При него както и при следващите наставници Стойчо Младенов, Ицхак Шум и Драголюб Симонович играе само в контроли, но така и не записва официален дебют за „оранжевите“.
През 2005 г. с юношеската формация на Литекс родени 1987 г. печели международния юношески турнир „Юлиян Манзаров“. Освен златен медал Николай Цветков получава и индивидуална награда за „най-добър футболист на турнира“. Тогава подписва и първият си професионален договор за срок от 5 години. През 2006 г. заедно с още няколко юноши на Литекс е преотстъпен на Дунав (Русе) където старши треньор по това време е Ферарио Спасов . Цветков изиграва 18 мача в които отбелязва един гол, а отбора от зоната на изпадащите завършва на 5-о място.
Преди началото на сезон 2006-07 е продаден на Локомотив (Мездра) където е харесан от тогавашния спортен директор Георги Бачев. При треньора Анатоли Кирилов влиза предимно като резерва и записва 12 мача. На полусезона е пратен под наем в Спартак (Плевен). До края на сезона записва 10 срещи за отбора воден от Вачко Маринов и след края на шампионата се прибира обратно в Мездра. Поради неяснотата относно своето бъдеще влиза в конфликт с Бачев и през 2008 г. е трансфериран в Спортист (Своге). По това време отбора e воден от Атанас Джамбазки и се състезава в Б група, а Цветков взима участие във всичките срещи и се превръща в основен титуляр, като бележи редовно и голове. Участва и в баража срещу Нафтекс на който се класират за елита. Договорът му с клуба е до 30 юни 2010 и след неговото изтичане преминава в елитния Видима-Раковски (Севлиево). През лятото на 2015 г. подписва в ЦСКА (София). През лятото на 2016 г. подписва с ОФК Етър. През пролетта на 2017 г. е играч на Септември (София). От есента на същата година е част от състава на Локомотив (София).

## Успехи
- Международен юношески турнир „Юлиян Манзаров“ - 2005
- Купа на България – 1 път носител (2016) с ЦСКА (София)
- Шампион на Югозападна В група с ЦСКА (София) през 2015/2016 г.